# Ideopsis meganire
Ideopsis meganire är en fjärilsart som beskrevs av Jean Baptiste Godart 1809. Ideopsis meganire ingår i släktet Ideopsis och familjen praktfjärilar. Inga underarter finns listade i Catalogue of Life.